# Międzynarodowy Festiwal Literacki im. Czesława Miłosza

Milosz365 kolor

Miłosz Festival –największy Festiwal literacki w Polsce i Europie Środkowej organizowany co roku, w maju w Krakowie. Festiwal gości osobistości światowej literatury: poetów i prozaików – w tym laureatów Nagrody Nobla – a także krytyków i tłumaczy. W trakcie Festiwalu odbywają się spotkania autorskie, wieczory poetyckie, debaty i spotkania panelowe. 
- Festiwal zrodził się z organizowanych w 1997 i 2000 roku przez noblistów Wisławę Szymborską i Czesława Miłosza Krakowskich Spotkań Poetów Wschodu i Zachodu. W pięć lat po śmierci poety Instytut Książki zorganizował pierwszą edycję Festiwalu[1].  Na pierwszą edycję, noszącą tytuł „Zniewolony umysł”, złożyły się wieczory poetyckie, dyskusje panelowe, pokazy filmów i szereg imprez towarzyszących – których scenerię stanowiły m.in. wnętrza Synagogi Tempel i kościoła św. Katarzyny, Starego Teatru i Auditorium Maximum UJ, Mangghi i Alchemii. Festiwal nie skupia się jednak tylko na osobie Czesława Miłosza, ale przede wszystkim prowokuje do dyskusji o kondycji współczesnej kultury widzianej przez pryzmat dzieł literackich.
- W roku 2011, w stulecie urodzin Czesława Miłosza, Festiwal odbywał się  pod hasłem „Rodzinna Europa”. W roku 2013 Festiwal był zatytułowany „Ziemia Urlo”. Hasło Festiwalu w roku 2015 to „Księga Olśnień”.
- Od 2014 roku, Organizatorzy festiwalu:  Krakowskie Biuro Festiwalowe i Fundacja Miasto Literatury. Organizatorzy zaproponowali nowy schemat organizacyjny Festiwalu powołując Komitet Honorowy i Radę Programową[1].

## Komitet Honorowy
- Aleksander Fiut, Julia Hartwig, Robert Hass, Ryszard Krynicki, Anthony Milosz, Adam Pomorski, Aleksander Schenker, Adam Zagajewski, Tomas Venclova

## Rada Programowa
- Krzysztof Czyżewski, Magda Heydel, Jerzy Illg, Jerzy Jarniewicz, Zofia Król, Marek Radziwon, Tomasz Różycki, Abel Murcia Soriano

## Program VI Festiwalu im.Czesława Miłosza
Festiwal Miłosza 8 – 11 czerwca 2017
- Tytuł edycji: „Zaczynając od moich ulic”

Festiwal Miłosza będzie okazją do spotkania z najwybitniejszymi polskimi twórcami, m.in.: Adamem Zagajewskim, Ewą Lipską, Anną Piwkowską, Marcinem Świetlickim, a także gośćmi z trzech kontynentów, wśród nich: Antjie Krog (RPA), Linn Hansén (Szwecja), Evelyn Schlag (Austria), Petr Hruška (Czechy), Joachim Sartorius (Niemcy) i Robert Pinsky (USA). Dyrektorem artystycznym festiwalu jest poeta i krytyk literacki Krzysztof Siwczyk.
Hasłem przewodnim VI edycji Festiwalu jest tytuł zbioru szkiców i przekładów Czesława Miłosza – „Zaczynając od moich ulic”, wydanego w 1985 r. przez Instytut Literacki w Paryżu. – „Czesław Miłosz diagnozował czasy, w jakich przyszło mu żyć, czerpiąc z doświadczenia na wskroś indywidualnego.
Wydarzeniem, na które czeka wielu miłośników poezji, będzie z pewnością spotkanie z Robertem Pinskym – poetą nominowanym do Nagrody Pulitzera, tłumaczem utworów Czesława Miłosza zebranych w tomie „The Separate Notebooks”. Kraków odwiedzą także: pochodzący z Niemiec Joachim Sartorius – laureat nagrody Scheerbarta za tłumaczenie współczesnej poezji amerykańskiej i członek German Academy of Language and Literature oraz urodzona w Południowej Afryce Antjie Krog, autorka licznych tomów poezji, prozy i dramatu. Ze Szwecji przybędzie Linn Hansén – poetka i redaktor naczelna magazynu kulturalnego „Glänta”, współpracująca z Festiwalem Poezji w Göteborgu i Queer Literature Festival. Pod Wawelem zawitają także: Petr Hruška – zaliczany do grona najwybitniejszych czeskich poetów tworzących po 1989 r., współorganizator wieczorów literackich, festiwali i wystaw w Ostrawie oraz austriacka poetka Evelyn Schlag.
- Specjalnie na Festiwal, we współpracy z wydawnictwami: a5, Instytut Mikołowski, Lokator, Wydawnictwo Literackie i Wydawnictwo Znak, ukaże się pięć tomów – polskich przekładów dzieł autorstwa pięciorga naszych zagranicznych gości (Linn Hansén, Petra Hruški, Antjie Krog, Roberta Pinsky’ego i Joachima Sartoriusa).

Inauguracyjny wykład „Miłosz Lecture” wygłosi Tadeusz Sławek – poeta, tłumacz, eseista, literaturoznawca i wykładowca uniwersytecki. Zaplanowano także trzy debaty: poświęconą intymności języków, dyskusję o micie artysty w kulturze narcyzmu i tradycyjnie już debatę poświęconą sztuce przekładu. Jak co roku w trakcie Festiwalu odbędą się warsztaty translatorskie, warsztaty krytyki literackiej, które poprowadzą Michał Nogaś, Paulina Małochleb i Justyna Sobolewska, a także poetyckie warsztaty dla dzieci.
W ramach Festiwalu premierę będzie mieć także oparty na motywach poezji Czesława Miłosza spektakl „Po wygnaniu”, w reżyserii Tomasza Cyza, wyprodukowany przez Fundację Miasto Literatury i Teatr Nowy. Festiwal wyjdzie również poza sale i audytoria ze specjalnymi projektami zaplanowanymi w ramach pasma Off Miłosz.

## Program V Festiwalu im. Czesława Miłosza
Wydarzenia 5. edycji Festiwalu Miłosza skoncentrowały się wokół poetyckiej włóczęgi i współczesnego, przybierającego rozmaite formy nomadyzmu.
Goście – poeci polscy, a także twórcy z wielu części świata – czytali wiersze, w których na różne sposoby mierzą się z „poznawaniem swojej ziemi”. Rozmawiali także o poetyckich podróżach, o poszukiwaniu i rozproszeniu tożsamości, o włóczeniu się w przestrzeni realnej i w przestrzeniach języka, o doświadczeniu migracji. Trzy debaty festiwalowe z udziałem myślicieli, pisarzy i artystów, poświęcone były dyskusji o różnych wymiarach wędrowania i przydrożności, począwszy od globalnej migracji, przez podróż jako praktykę twórczą, po przekład, który jest przestrzenią wędrówki dzieł, słów i idei. Podczas wieczorów poetyckich można było posłuchać rozmaitości głosów poetów z Belgii (Stefan Hertmans), RPA i Francji (Breyten Breytenbach), Sri Lanki i Kanady (Michael Ondaatje), Syrii i Francji (Adonis), Libii i Norwegii (Ashur Etwebi), Rosji (Olga Siedakowa) oraz Polski. Spotkania indywidualne były kolejną okazją do posłuchania wierszy naszych gości i rozmowy o ich doświadczeniu przestrzeni świata i języka. Trzy spotkania z polskimi poetami skupiły się wokół poetyckich podróży (Agnieszka Mirahina, Michał Książek, Tadeusz Pióro, Przemysław Owczarek), nowych głosów w polskiej poezji (Barbara Klicka, Aldona Kopkiewicz, Piotr Przybyła, Kacper Bartczak) oraz poetyckiego napięcia między słowami a momentem ciszy (Piotr Matywiecki, Joanna Roszak, Julia Szychowiak, Jerzy Kronhold).

## Program IV Festiwalu im. Czesława Miłosza
- Czwarta edycja festiwalu odbył się w Krakowie w dniach 14-17 maja 2015 roku

Czwartek, 2015.05.14.
Motywem przewodnim 4. Festiwalu Miłosza była „Księga Olśnień” (A Book of Luminous Things) – tytuł słynnej anglojęzycznej antologii Miłosza zawierającej wiersze z różnych epok, wybrane i w znacznej części tłumaczone przez polskiego Noblistę. Znaleźli się w niej m.in. Walt Whitman, W.S. Merwin, Elizabeth Bishop, ale również Wang Wei, Du Fu, Seamus Heaney. 4. Festiwal Miłosza stanowił  glosę tego słynnego wyboru i jego współczesną interpretację. Zaproszeni goście reprezentowali  rozmaite kręgi kulturowe i językowe, a ich wizycie w Krakowie towarzyszyły nowe tłumaczenia i wydania zbiorów poezji.
W roku 2015 Festiwal Miłosza wraz z Festiwalem Literatury dla Dzieci zapowiadał program dla najmłodszych czytelników. Do wydarzeń dla dzieci i ich rodziców należały między innymi spotkania autorskie z twórcami literatury dziecięcej (m.in. Susanne Rotraut Berne oraz Jerzy Stuhr), warsztaty, literacki spacer po Krakowie z Michałem Rusinkiem, a także gra miejska oraz koncert Jerza Igora.
W ramach IV edycji Festiwalu Miłosza odbyła się  II Międzynarodowa Konferencja Haiku. Jednym z celów Konferencji było upowszechnienie wiedzy na temat twórczości haiku w Polsce oraz w innych krajach Europy Środkowej i Wschodniej.
Druga Konferencja nawiązuje tematycznie i jest kontynuacją prac pierwszej, która odbyła się w Krakowie w 2003 r. z inicjatywy pani Lidii Rozmus – polskiej autorki haiku od lat mieszkającej w USA. Organizacja drugiej Konferencji w Krakowie to również jej pomysł. Swój udział zapowiedzieli autorzy z Australii, Bułgarii, Chorwacji, Danii, Holandii, Japonii, Litwy, Niemiec, Rumunii, Szwajcarii, Ukrainy, USA, Węgier, Wielkiej Brytanii i oczywiście z Polski.

## Program III Festiwalu im. Czesława Miłosza
Czwartek, 2013.05.16
- Inspekty poetyckie, Wojewódzka Biblioteka Publiczna w Krakowie. Spotkanie wokół twórczości Tomaž Šalamun.
- Pokaz kolaudacyjny filmu Widok Krakowa z udziałem twórców, Małopolski Ogród Sztuki w Krakowie. Reżyseria: Magdalena Piekorz, scenariusz: Magdalena Piekorz, Adam Zagajewski. Po pokazie dyskusja z udziałem twórców.
- Wydarzenie poetyckie: Pokolenia: Roczniki 60, Arteteka WBP w Krakowie. Udział wzięli: Jacek Podsiadło, Mariusz Grzebalski, Miłosz Biedrzycki.
- Rozmowy o Miłoszu: Czesław Miłosz w Ziemi Ulro, Małopolski Ogród Sztuki w Krakowie. Udział wzięli: Mark Danner, Renata Gorczyńska, Richard Lourie, Anthony Milosz
- I wieczór poetycki, Małopolski Ogród Sztuki w Krakowie. Udział wzięli: Duo Duo(inne języki), Julia Hartwig, Gary Snyder.

Piątek, 2013.05.17
- Inspekty poetyckie, Wojewódzka Biblioteka Publiczna w Krakowie. Spotkanie dotyczyło twórczości Rafała Wojaczka.
- Spotkanie autorskie: Martín López-Vega, Instytut Filologii Romańskiej.
- Spotkanie autorskie: Philip Levine, Arteteka WBP w Krakowie.
- Spotkanie autorskie: Janusz Szuber, Arteteka WBP w Krakowie.
- Po raz pierwszy w Polsce: Juan Gelman, Instytut Cervantesa.
- Wokół książki: Iosif Brodski – Wiersze, Arteteka WBP w Krakowie. Udział wzięli: Jerzy Illg, Bronisław Maj, Bogdan Tosza, Marek Zagańczyk.
- Wydarzenie poetyckie: Pokolenia: Roczniki 70, Arteteka WBP w Krakowie. Udział wzięli: Justyna Bargielska, Tadeusz Dąbrowski, Agnieszka Wolny-Hamkało.
- Pasmo filmowe: Widok Krakowa, Małopolski Ogród Sztuki w Krakowie. Reżyseria: Magdalena Piekorz, scenariusz: Magdalena Piekorz, Adam Zagajewski.
- II wieczór poetycki, Kolegiata św. Anny. Udział wzięli: Wiera Burłak, Michael Krüger, Tomaž Šalamun, Adam Zagajewski.
- Biała Noc, Małopolski Ogród Sztuki w Krakowie. Po raz pierwszy w Polsce: Lew Rubinstein, gość specjalny: Jerzy Czech. Prezentacja Antologii współczesnej poezji rosyjskiej autorstwa Jerzego Czecha. Wokół książki: Konstanty Usenko – Oczami radzieckiej zabawki. Koncert N.O.M.

Sobota, 2011.05.18
- Inspekty poetyckie. Warsztaty dla dzieci, Małopolski Ogród Sztuki w Krakowie. Stefan Themerson: Pan Tom buduje dom. Udział wzięła: Agnieszka Wolny-Hamkało.
- Wokół książki: Anna Piwkowska – Lustrzanka, Arteteka WBP w Krakowie. Prowadzenie: Bronisław Maj
- Spotkanie autorskie: Michael Krüger, Arteteka WBP w Krakowie. Prowadzenie: Andrzej Kopacki.
- Po raz pierwszy w Polsce: Wiera Burłak, Arteteka WBP w Krakowie. Prowadzenie: Adam Pomorski.
- Inspekty poetyckie. Warsztaty dla dzieci, Małopolski Ogród Sztuki w Krakowie. Julian Tuwim: Ptasie radio. Udział wzięła: Agnieszka Wolny-Hamkało.
- Spotkanie autorskie: Julia Hartwig, Arteteka WBP w Krakowie. Prowadzenie: Paweł Próchniak.
- Smekkleysa - krótkie wprowadzenie, Arteteka WBP w Krakowie. Spotkanie z artystami.
- Debata I: Zło – doświadczenie i literatura, Małopolski Ogród Sztuki w Krakowie. Udział wzięli: Mark Danner, Juan Gelman, Michael Krüger, Adam Zagajewski. Prowadzenie: Stefan Chwin.
- Wydarzenie poetyckie: Pokolenia: Roczniki 80, Arteteka WBP w Krakowie. Udział wzięli: Konrad Góra, Kira Pietrek, Szczepan Kopyt. Prowadzenie: Łukasz Podgórni.
- Spotkanie autorskie Martín López-Vega: Wiersze, Miłosz, osobność, Arteteka WBP w Krakowie. Prowadzenie: Xavier Farré, Marcin Sendecki.
- Spotkanie autorskie: Richard Lourie, Arteteka WBP w Krakowie. Prowadzenie: Adam Szostkiewicz.
- Wokół książki: Tadeusz Dąbrowski – Pomiędzy, Księgarnia Hiszpańska Elite. Spotkanie z udziałem autora prowadził: Paweł Próchniak.
- Spotkanie autorskie: Tomaž Šalamun, Arteteka WBP w Krakowie. Prowadzenie: Krzysztof Siwczyk.
- Pasmo filmowe: Walc z Miłoszem, Małopolski Ogród Sztuki w Krakowie. Reżyseria: Joanna Helander i Bo Persson.
- III wieczór poetycki, Synagoga Tempel. Udział wzięli: Juan Gelman, Philip Levine, Lew Rubinstein, Janusz Szuber. Prowadzenie: Tadeusz Sławek.
- Homar i Smok albo Sława, czyli Smekkleysa w Krakowie, Małopolski Ogród Sztuki w Krakowie.

Niedziela, 2011.05.19
- Inspekty poetyckie. Warsztaty dla dzieci, Małopolski Ogród Sztuki w Krakowie. Agnieszka Wolny-Hamkało: Rzecz o tym jak paw wpadł w staw. Koncepcja i prowadzenie: Małgorzata Bojanowska / Lukka. Z udziałem:  Agnieszki Wolny–Hamkało.
- Pasmo filmowe: Walc z Miłoszem, Małopolski Ogród Sztuki w Krakowie. Reżyseria: Joanna Helander i Bo Persson. Przed pokazem dyskusja z udziałem twórców.
- Po raz pierwszy w Polsce: Duo Duo, Arteteka WBP w Krakowie. Prowadzenie: Małgorzata Religa.
- Inspekty poetyckie. Warsztaty dla dzieci, Małopolski Ogród Sztuki w Krakowie. Wojciech Bonowicz: Bajki Misia Fisia. Koncepcja i prowadzenie: Małgorzata Bojanowska / Lukka. Z udziałem: Wojciecha Bonowicza.
- Po raz pierwszy w Polsce: Gary Snyder, Arteteka WBP w Krakowie. Prowadzenie: Tadeusz Sławek.
- Debata II: W cieniu Imperium, Małopolski Ogród Sztuki w Krakowie. Udział wzięli: Norman Davies, Richard Lourie, Adam Pomorski, Borys Dubin. Koncepcja i prowadzenie: Adam Szostkiewicz.
- Wokół książki: Paul Celan – Psalm i inne wiersze, Arteteka WBP w Krakowie. Udział wziął: Ryszard Krynicki. Prowadzenie: Bogdan Tosza.
- The Unseen, Małopolski Ogród Sztuki w Krakowie. Koncert Kari Amirian, której towarzyszyli muzycy: Jon Headley (keyboard), Chris Headley (gitara), Jan Stokłosa (wiolonczela), Callum Harvie (bas) i John Pullan (perkusja).

## Program II Festiwalu im. Czesława Miłosza
Poniedziałek, 2011.05.09
- Sesja naukowa Miłosz i Miłosz, Uniwersytet Jagielloński, Collegium Novum, „Z Miłoszem przeciw światu”
- Wokół książek / dzień pierwszy, Pawilon Miłosz, Plac Szczepański Wokół książek: A. Franaszek, „Miłosz. Biografia”, Cz. Miłosz, „Wiersze wszystkie”. Udział biorą: A. Franaszek, M. Grochowska, M. Stala.
- Jak czytać poezję Miłosza?, Pawilon Miłosz, plac Szczepański. A. Fiut, „Moment wieczny”, M. Zaleski, „Zamiast”, M. Stala, „Ekstaza o wschodzie słońca” (w: Czesław Miłosz, „Poezje”) Uczestnicy: A. Fiut, M. Stala, M. Zaleski, Prowadzenie: J. Klejnocki
- Przegląd filmów o Czesławie Miłoszu, kino „Pod Baranami”, Wilno Miłosza, reż. Andrzej Miłosz, Polska 2000, 27 min., Przyśnił mi się sen powrotu, reż. Andrzej Miłosz, Polska 2000, 23 min.
- Przegląd filmów o Czesławie Miłoszu cz.2, kino „Pod Baranami”, Dolina Issy, reż. Tadeusz Konwicki, Polska 1982, 102 min.

Wtorek, 2011.05.10
- Sesja naukowa Miłosz i Miłosz, Uniwersytet Jagielloński, Colegium Novum, „Tematy (do odstąpienia) podjęte”
- Otwarte warsztaty „Miłosz odNowa”, Pawilon Miłosz, Plac Szczepański, Prowadzący warsztaty: Katarzyna Grubek, Aleksandra Czetwertyńska (Centrum Edukacji Obywatelskiej) -koordynatorki programu edukacyjnego „Miłosz odNowa”.
- Wokół książek / dzień drugi,Pawilon Miłosz, Plac Szczepański, Emil Pasierski „Putrament – Miłosz”; „Jerzy Giedroyc – Czesław Miłosz. Listy 1952 – 1963”, oprac. Marek Kornat; Agnieszka Kosińska, „Miłosz i jego wiek. Życie i dzieło w datach” oraz „Bibliografia druków zwartych Czesława Miłosza”. Uczestnicy: Marek Zaleski, Emil Pasierski, Piotr Kłoczowski, Agnieszka Kosińska.
- Czesława Miłosza wspominają przyjaciele, Pawilon Miłosz, Plac Szczepański, Uczestnicy: Jane Hirshfield, Aleksander Fiut, Adam Michnik, Tomas Venclova, Helen Vendler, Adam Zagajewski. Prowadzenie: Jerzy Illg
- Przegląd filmów o Czesławie Miłoszu cz.3, Kino Pod Baranami, Czesława Miłosza historia literatury polskiej XX w., reż. Ewa Pyta-Chylarecka, Polska 1999, 58 min., Czesława Miłosza wyprawa w dwudziestolecie, reż. Piotr Mielech, Polska 2000, 21 min.
- Poezja i muzyka – Podsiadło & Najduchy, Klub Alchemia, „Lament świętokrzyski”. Muzyczny projekt Jacka Podsiadły, Ireneusza Sochy i Jarosława Bestera

Środa, 2011.05.11
- Sesja naukowa Miłosz i Miłosz, Uniwersytet Jagielloński, Collegium Novum „Tematy (do odstąpienia) podjęte”,
- Spotkanie autorskie: Aśok Wadźpeji, Instytut Bliskiego i Dalekiego Wschodu  UJ, ul. Olszewskiego 2 „Refektarz”
- Seminarium przekładowe Miłosz365, Pawilon Miłosz, plac Szczepański, Inauguracja
- Miłosz – mistrz rozmowy istotnej, Pawilon Miłosz, Plac Szczepański, Dyskusja wokół „Rozmów polskich” Czesława Miłosza. Prowadzenie: Krzysztof Kłosiński. Uczestnicy: Aleksander Fiut, Tomasz Fiałkowski, Ireneusz Kania, Katarzyna Kubisiowska, Teresa Walas.
- Premiery książek Fundacji „Zeszytów Literackich” Pawilon Miłosz, Plac Szczepański

Uczestnicy: Barbara Toruńczyk, Marek Zagańczyk, Bogdan Tosza i Andrzej Seweryn.
- Panel I: Zrozumieć Rosję, Pawilon Miłosz, Plac Szczepański, Prowadzenie: Grzegorz Przebinda. Uczestnicy: Clare Cavanagh, Natalja Gorbaniewska, Andrzej Nowak.
- Przegląd filmów o Czesławie Miłoszu cz. 4, Kino Pod Baranami, Czarodziejska góra. Amerykański portret Czesława Miłosza, reż. Maria Zmarz-Koczanowicz, Polska 2000, 60 min. Czesław Miłosz. In memoriam, reż. Aleksandra Czernecka, Polska 2004, 24 min. Trzynasty pochowany, reż. Marta Kalinowska, Miłosz Kozioł, Polska 2008, 19 min.
- Poezja i muzyka: Ballady i Romanse, Klub Alchemia, Siostry Wrońskie prezentują materiał z płyty „Zapomnij”, zainspirowanej tekstami Miłosza.

Czwartek, 2011.05.12
- Sesja naukowa Miłosz i Miłosz, Uniwersytet Jagielloński, Collegium Novum, „Miłosz podejrzany”
- Seminarium przekładowe Miłosz365
- I wieczór poetycki: Księga olśnień, Kościół św. Piotra i Pawła, Uczestnicy: Adonis, Edward Hirsch, Jane Hirshfield, Ryszard Krynicki. Prowadzenie: Jerzy Illg.
- Poezja i muzyka: The Poet and The Piper, Kościół św. Katarzyny, Nuala Ní Dhomhnaill i Liam O’Flynn oraz Rod McVey i Seamie O’Dowd (wokal, gitara). Koncert wirtuoza dud irlandzkich i najbardziej znanej poetki irlandzkiej tworzącej w języku gaelickim.

Piątek, 2011-05-13
- Seminarium przekładowe Miłosz365
- Sesja naukowa Miłosz i Miłosz, Uniwersytet Jagielloński, Collegium Novum, „Miłosz i odczarowanie”.
- „Miłosz – Świat”: panel tłumaczy Miłosza, Uniwersytet Jagielloński, Collegium Maius, Otwarty panel tłumaczy Miłosza. W panelu wezmą udział m.in. Anders Bodegard, Clare Cavanagh, Aśok Wadźpeji, Wu Lan i Andriej Chadanowicz. Prowadzenie: Magdalena Heydel.
- Spotkanie autorskie: Edward Hirsch, Sala PWST, Prowadzenie: Piotr Pieńkowski.
- Spotkanie autorskie: Adonis, Pawilon Miłosz, Plac Szczepański., Prowadzenie: Hatif Janabi.
- Spotkanie autorskie: Adonis, Pawilon Miłosz, Plac Szczepański, Prowadzenie: Hatif Janabi.
- II wieczór poetycki: Miasto bez imienia, Kościół św. Katarzyny, Występują: Bei Dao, Natalja Gorbaniewska, Tomasz Różycki oraz – wiersze Dereka Walcotta. Prowadzenie: Tadeusz Sławek
- Poezja i muzyka: Onutė Narbutaitė, Centones meae urbiOpera Krakowska Oratorium na sopran, bas, chóry i orkiestrę symfoniczną z tekstami m.in. Czesława Miłosza, w wykonaniu artystów polskich i litewskich. Uczestnicy: Asta Krikščiūnaitė (sopran), Ignas Misiūra (bas), Chór Polskiego Radia, Chór Capella Cracoviensis, Sinfonietta Cracovia, Robertas Šervenikas (dyrygent orkiestry), Romualdas Gražinis (dyrygent chóru)

Gość honorowy: Onutė Narbutaitė. Po koncercie wręczenie nagrody Transatlantyk
Sobota, 2011.05.14
- Seminarium przekładowe Miłosz365
- Spotkanie autorskie: John Gray, Gazeta Cafe, Prowadzenie: Henryk Woźniakowski.
- II panel: Miejsce urodzenia, Audytorium Maximum UJ, Uczestnicy: Timothy Garton Ash, Bei Dao, Egidijus Aleksandravičius, Irena Grudzińska-Gross. Prowadzenie: Francesco M. Cataluccio.
- III wieczór poetycki: Nieobjęta ziemia, Kościół Bożego Ciała, Udział biorą: Lars Gustaffson, Julia Hartwig, Wisława Szymborska, Aśok Vadźpeji. Prowadzenie: Magda Heydel.
- Wokół książek: Antologia: Rodzinna Europa. Pięć minut później, Pawilon Miłosz, Plac Szczepański, Uczestnicy: Marcin Baran, Andrzej Franaszek, Jakub Momro, Anna Kałuża. Prowadzenie: Grzegorz Jankowicz.

Niedziela, 2011.05.15
- Seminarium przekładowe Miłosz365
- Podpisywanie książek i almanachu, Pawilon Miłosz, Plac Szczepański
- III panel: O zgiełku wielu religii, Auditorium Maximum UJ, Uczestnicy: John Gray, Tomaš Halik, Nilüfer Göle. Koncepcja i prowadzenie: Krzysztof Michalski
- Spotkanie autorskie: Zadie Smith, Pawilon Miłosz, Plac Szczepański, Prowadzenie: Agnieszka Pokojska i Jerzy Jarniewicz.
- Spotkanie autorskie: Bei Dao, Gazeta Cafe, Prowadzenie: Wojciech Bonowicz
- IV wieczór poetycki: Wielkie Księstwo Poezji, Synagoga Tempel, Udział biorą: Andriej Chadanowicz, Oleg Czuchoncew, Ołeh Łyszeha, Tomas Venclova, Adam Zagajewski. Prowadzenie: Krzysztof Czyżewski.
- Poezja i muzyka: Deutsche Bank Invites Aga Zaryan, Filharmonia Krakowska, Aga Zaryan (wokal), Grzegorz Turnau (wokal, gościnnie), Michał Tokaj (fortepian),  Michał Barański (kontrabas), David Dorużka (gitary), Łukasz Żyta (perkusja), Orkiestra Kameralna AUKSO, Marek Moś (dyrygent).

## Program I Festiwalu im. Czesława Miłosza
Piątek, 2009.10.23
- Zasadzenie Dębu Miłosza w ogrodach wydawnictwa Znak, Ogrody Znaku, ul. Kościuszki 37, Ceremonia sadzenia Dębu Miłosza z udziałem zagranicznych poetów – gości Festiwalu otworzy Festiwal im. Czesława Miłosza. Konferencja prasowa z udziałem gości Festiwalu. Prowadzący: Jerzy Illg
- I Wieczór poetycki, Opera Krakowska, ul. Lubicz 48, Prowadzący: Jerzy Illg, Uczestnicy:

Wisława Szymborska Seamus Heaney Tomas Venclova.
- Czesław Miłosz / Ola Watowa. Listy o tym co najważniejsze, Galeria Camelot, ul. św. Tomasza 17, Prowadzący: Andrzej Franaszek
- Poezja zbliża ludzi. Mój ulubiony wiersz, Alchemia, ul. Estery 5, Prezentacja międzynarodowego projektu Ewy Zadrzyńskiej
- Zniewolony umysł w wolnej Polsce (1), Alchemia, ul. Estery 5, Prowadzący: Piotr Śliwiński, Uczestnicy: Krzysztof Koehler, Tadeusz Dąbrowski, Edward Pasewicz, Marta Podgórnik, Andrzej Sosnowski, Dariusz Suska

Sobota, 2009.10.24
- Spotkanie autorskie: Aharon Shabtai, Centrum Kultury Żydowskiej, ul. Meiselsa 17, Prowadzący: Michał Sobelman, Uczestnicy: Aharon Shabtai
- Spotkanie autorskie: Seamus Heaney, Opactwo oo. Benedyktynów, Tyniec, Prowadzący: Jerzy Jarniewicz, Uczestnicy: Seamus Heaney
- Dyskusja panelowa Poezja i imperium Muzeum Sztuki i Techniki Japońskiej „Manggha”, ul. Marii Konopnickiej 26, Prowadzący: Irena Grudzińska-Gross, Uczestnicy: Hans Magnus Enzensberger, Jiří Gruša, Seamus Heaney, Ko Un, Tomas Venclova
- II Wieczór poetycki, Kościół św. Katarzyny, ul. Augustiańska 7, Prowadzący: Magda Heydel, Uczestnicy: Ko Un, Christopher Reid, Adam Zagajewski, Derek Walcott
- Poezja zbliża ludzi. Mój ulubiony wiersz, Alchemia, ul. Estery 5, Prezentacja międzynarodowego projektu Ewy Zadrzyńskiej.
- Zniewolony umysł w wolnej Polsce (2), Alchemia, ul. Estery 5, Prowadzący: Przemysław Czapliński, Uczestnicy: Sylwia Chutnik, Bernadetta Darska, Paweł Dunin-Wąsowicz, Grzegorz Jankowicz, Radosław Wiśniewski, Kinga Dunin, Janusz Anderman

Niedziela, 2009.10.25
- Poeci podpisują swoje książki, Kawiarnia Bunkra Sztuki, pl. Szczepański 3A
- Spotkanie autorskie: Hans Magnus Enzensberger i Ryszard Krynicki, Instytut Goethego, Rynek Główny 20, Prowadzący: Bogdan Tosza, Uczestnicy: Hans Magnus
- Spotkanie autorskie: Ko Un, Aula Nowodworskiego, ul. św. Anny 12, Prowadzący: Wojciech Bonowicz, Uczestnicy: Ko Un
- Dyskusja panelowa Zniewolony umysł – Umysł wyzwolony, Auditorium Maximum UJ, ul. Krupnicza 33, Prowadzący: Adam Michnik, Uczestnicy: Siergiej Adamowicz Kowaliow, Dubravka Ugrešić, Ramin Jahanbegloo, Robert Faggen, Aharon Shabtai, Adam Zagajewski
- III wieczór poetycki, synagoga Tempel, ul. Miodowa 24, Prowadzący: Andrzej Jagodziński
- Poezja zbliża ludzi. Mój ulubiony wiersz, Alchemia, ul. Estery 5, Prezentacja międzynarodowego projektu Ewy Zadrzyńskiej

Poniedziałek, 2009.10.26
- Spotkanie autorskie: Jiří Gruša, Instytut Filologii Słowiańskiej, Aleje Mickiewicza 9, Prowadzący: Jacek Baluch, Uczestnicy: Jiří Gruša
- Spotkanie autorskie: Christopher Reid, Auditorium Maximum, sala wystawowa, ul. Krupnicza 33, Prowadzący: Magda Heydel, Uczestnicy: Christopher Reid